# Roman Griffin Davis
Roman Griffin Davis (Londres, 5 de março de 2007) é um ator britânico, conhecido por interpretar Jojo Betzler no filme Jojo Rabbit (2019), pelo qual recebeu uma indicação ao Globo de Ouro.

## Início de vida e carreira
Roman Griffin Davis nasceu em 5 de março de 2007 em Londres. Ele é filho do diretor de fotografia Ben Davis e da escritora e diretora Camille Griffin. Ele mora com os pais e os irmãos gêmeos Gilby e Hardy em East Sussex. Davis estreou na atuação no filme satírico Jojo Rabbit (2019), do diretor Taika Waititi. Davis foi indicado a seis prêmios pela sua performance no filme e ganhou dois, entre eles um Critics' Choice de Melhor Ator Jovem.

## Filmografia
| Ano  | Título       | Papel                   | Notas        |
| ---- | ------------ | ----------------------- | ------------ |
| 2019 | Jojo Rabbit  | Johannes "Jojo" Betzler |              |
| 2020 | Silent Night |                         | Pós-produção |

## Prêmios e indicações
| Ano  | Prêmio                       | Categoria                         | Indicação   | Resultado | Ref.  |
| ---- | ---------------------------- | --------------------------------- | ----------- | --------- | ----- |
| 2020 | Critics' Choice Movie Awards | Melhor Ator Jovem                 | Jojo Rabbit | Venceu    | [ 6 ] |
| 2020 | Prêmios Globo de Ouro        | Melhor Ator em Comédia ou Musical | Jojo Rabbit | Indicado  | [ 2 ] |
| 2020 | Screen Actors Guild Awards   | Melhor Elenco em Cinema           | Jojo Rabbit | Indicado  | [ 8 ] |

| Ano  | Prêmio                                        | Categoria                                                    | Nominated work | Resultado | Ref.   |
| ---- | --------------------------------------------- | ------------------------------------------------------------ | -------------- | --------- | ------ |
| 2019 | Chicago Film Critics Association              | Ator Mais Promissor                                          | Jojo Rabbit    | Indicado  |        |
| 2019 | Florida Film Critics Circle                   | Pauline Kael Breakout Award                                  | Jojo Rabbit    | Indicado  |        |
| 2019 | Hollywood Critics Association                 | Melhor Performance por um Ator ou Atriz com Menos de 23 anos | Jojo Rabbit    | Indicado  |        |
| 2019 | Indiana Film Journalists Association          | Revelação do Ano                                             | Jojo Rabbit    | Indicado  |        |
| 2019 | Las Vegas Film Critics Society                | Jovem no Cinema - Masculino                                  | Jojo Rabbit    | Indicado  |        |
| 2019 | North Texas Film Critics Association          | Melhor Estreia                                               | Jojo Rabbit    | Venceu    |        |
| 2019 | Online Association of Female Film Critics     | Melhor Performance                                           | Jojo Rabbit    | Indicado  |        |
| 2019 | Phoenix Film Critics Society Awards           | Melhor Performance                                           | Jojo Rabbit    | Venceu    |        |
| 2019 | Phoenix Film Critics Society Awards           | Melhor Performance por um Ator Jovem                         | Jojo Rabbit    | Venceu    |        |
| 2019 | San Diego Film Critics Society                | Melhor Artista                                               | Jojo Rabbit    | Indicado  | [ 9 ]  |
| 2019 | Seattle Film Critics Society                  | Melhor Performance por um Ator Jovem                         | Jojo Rabbit    | Indicado  |        |
| 2019 | Washington D.C. Area Film Critics Association | Melhor Performance por um Ator Jovem                         | Jojo Rabbit    | Venceu    | [ 10 ] |
| 2020 | Central Ohio Film Critics Association         | Melhor Ator no Cinema                                        | Jojo Rabbit    | Indicado  |        |
| 2020 | Dorian Awards                                 | We're Wilde About You! Nova Estrela do Ano                   | Jojo Rabbit    | Indicado  | [ 11 ] |
| 2020 | London Film Critics' Circle                   | Jovem Ator Britânico/Irlandês do Ano                         | Jojo Rabbit    | Indicado  |        |
| 2020 | Music City Film Critics' Association          | Melhor Ator Jovem                                            | Jojo Rabbit    | Indicado  |        |